# 王传琛
王传琛（1925年9月—2017年9月25日），福建福州人，中华人民共和国政治人物。

## 生平
1940年代，在福建省工商厅工作。1949年8月加入中国农工民主党。1950年至1985年，历任中国农工党福建省福州市委会秘书、宣传处处长、组织处处长、主委，福州市政协副秘书长，福州市政协副主席。1985年至1997年，任农工党福建省委会专职副主委。1997年后任，农工党福建省委会主委、名誉主委。2017年9月25日，在福建省福州市逝世，享年93岁。曾任农工党第九届、十届、十一届、十二届中央委员会常委，是第七届、八届全国政协委员，第九届全国政协常委。